# Balen (plaats)
Balen is de hoofdplaats van de gemeente Balen.

## Etymologie
De naam van het dorp werd voor de eerste maal vermeld in 1173 als Banele, wat de bestanddelen banne (rechtsgebied) en lo (bos) bevat.

## Geschiedenis
Balen was een dorp in de Voogdij Mol, Balen en Dessel, dat oorspronkelijk in bezit was van de Abdij van Corbie en later een zelfstandige heerlijkheid werd. De families Van Bocholt, De Renesse van Furstenberg en De Mol waren belangrijke heersersgeslachten.
Het dorp ontleende welvaart aan het feit dat er een aantal wegen samenkwamen, en er ontstond ook enige huisnijverheid.
In 1881 startte een zinksmelter van Vieille Montagne, in 1889 gevolgd door de kruitfabriek La Forcite. Deze fabrieken vestigden zich in de Balense buurtschap Wezel en hierdoor werd Balen sterk geïndustrialiseerd. De landbouw werd ook steeds belangrijker, daar de heide eind 19e eeuw eveneens werd ontgonnen.
De Heilige Odrada was mogelijk afkomstig uit de buurtschap Scheps, nabij Balen.

## Bezienswaardigheden
- De Sint-Andrieskerk is een laatgotische kerk met een zware toren.
- Enkele 18e- en 19e-eeuwse burgerhuizen in het centrum van Balen.
- Voormalig gemeentehuis in neorenaissancestijl, uit 1906.
- Belangwekkend bouwkundig erfgoed in de buurtschappen Rosselaar, Hoolst en Schoor, kapellen en Mariapark in de buurtschap Schoorheide.
- Watermolens Topmolen en Hoolstmolen in de omgeving van Balen.
- De Onze-Lieve-Vrouw Troosteres der Bedruktenkapel

## Museum
- Het Kruiersmuseum, in het voormalig gemeentehuis, is een heemkundemuseum.

## Natuur en landschap
Ten zuiden van Balen loopt de Grote Nete en in de vallei daarvan liggen diverse natuurgebieden, waaronder Scheps, De Most, De Vennen, en Griesbroek bij Hulsen. Ten noorden van De Most ligt, op een dekzandrug, het natuur- en recreatiegebied Keiheuvel.
Parallel aan de Grote Nete lopen de door mensen gegraven Grote Hoofdgracht en Kleine Hoofdgracht, bedoeld ter ontwatering van de moerassen.
Ten oosten van Balen loopt het Kanaal naar Beverlo en ten westen van Balen het Kanaal Dessel-Kwaadmechelen.

## Trivia
De bijnaam van de Balenaars is: Kruiers. De reden kan zijn dat de patroonheilige van de kerk, de Heilige Andreas, ook patroon van de kruiers is. Het volksverhaal rept ervan dat de bewoners de kerk een aantal malen wilden verplaatsen, en daartoe een kruiwagen geschikt achtten. In 1987 werd een beeldje van de kruier geplaatst.

## Nabijgelegen kernen
Rosselaar, Gerheide, Schoor, Olmen, Hulsen